# 伯頓灣
伯頓灣（英語：Burton Cove），是南極洲的海灣，位於南喬治亞群島的伯德島西南端，處於皮爾遜角以東，由英國南極名稱諮詢委員命名，由英國海外領土管轄。